# Elias Friedrich Heister
Elias Friedrich Heister (* 28. April 1715 in Altdorf; † 11. November 1740 in Leiden), latinisiert Elias Fridericus Heisterus, war ein deutscher Mediziner.

## Leben
Elias Friedrich Heister war ein Sohn des an der Universität Altdorf als Medizinprofessor tätigen Chirurgen Lorenz Heister und dessen Ehefrau Eva Maria, geborene Hildebrandt. Er studierte ab Oktober 1731 in Helmstedt, zunächst Philosophie unter Gottlieb Samuel Treuer und Johannes Nikolaus Frobes, daneben Medizin bei seinem Vater, der seit 1719 Professor an der Universität Helmstedt war. Ein anatomisches Werk von James Douglas übersetzte er vom Englischen ins Lateinische und veröffentlichte es, mit Anmerkungen versehen, 1733. Elias Heister machte 1734 eine Reise durch Niedersachsen.
1735 wurde er vom Vater zur medizinischen Weiterbildung nach Berlin geschickt, wo er an der Charité von Otto Theodor Sprögel († 1759) in Krankheitslehre, von Gabriel Senf († 1738) in Operationslehre, von Caspar Neumann in der Chemie und von August Buddeus in der Anatomie unterwiesen wurde.
Im Jahr 1736 besuchte er die Universität Frankfurt, die Universität Wittenberg und die Universität Halle und Ende April 1736 die Universität Leipzig. Auch die Universität Erfurt und die Universität Jena besuchte. Ende 1736 studierte er wieder „beyderlei Arzneykunst“ (Medizin und Chirurgie) in Helmstedt, wo er 1738 mit De principium cura circa sanitatem civium sive subditorum zum Doktor der Medizin („der Arzneywissenschaft Doctorn“) promoviert wurde.
Am 26. Februar 1739 wurde er unter der Präsidentschaft des Mediziners Andreas Elias Büchner mit dem akademischen Beinamen Sostratus II. unter der Matrikel-Nr. 486 zum Mitglied der Akademie der Naturforscher Leopoldina gewählt. Vom Herzog vom Braunschweig erhielt er den Titel eines Adjuncts der Medizinischen Fakultät in Helmstedt und sollte die nächste freiwerdende Professorenstelle erhalten.
Elias Friedrich Heister starb, nachdem ihm die dritte Professorenstelle in Helmstedt zuerkannt worden war und er die Universitäten von Groningen, Franecker und Amsterdam, wo er wie bereits 1735 und 1738 erkrankte, besucht hat, im Jahr 1740 während eines Aufenthaltes im holländischen Leiden. Am 21. November 1749 verfasste der seit 1735 auch mit Lorenz Heister bekannte und bereits als Medizinstudent diesem bei Operationen assistierende Rudolph Heinrich Zeidler (* 1708) aus Verden, der unter dem Vorsitz Elias Heisters mit der mit diesem erarbeiteten und 1739 vorgelegten Dissertation über eine neuartige Methode der Armamputation (De nova brachium amputandi ratione) promoviert worden war, ein Trauergedicht für den mit 25 Jahren verstorbenen Elias Friedrich Heister.

## Schriften (Auswahl)
- James Douglas: Descriptio Peritonaei et Membrana Cellularis una cum Recensione veri Situs omnium vis cerum Abdominis quantum ad has Membranas attinet. Helmstedt 1733 (mit Anmerkungen versehene Übersetzung von A description of the peritoneum: And of that part the membrana cellularis which lies on its outside etc. London 1730).
- Apologia pro medicis qua eorum depellitur cavillatio, qui medicinam in atheismum aliosque in theologia errores abducere perhibent, et que simul praecipui medici et nominatim Hippocrates, Galenus, Cardanus, Taurellus, Vaninus et Brownius, qui atheismi crimine commaculati sunt, defenduntur. Apud Janssonio-Waesbergios, Amstelaedami 1736 (Digitalisat)
- De principum cura circa sanitatem subditorum. Typis Pauli Dieterici Schnorrii, Helmstadii 1738 (Digitalisat)